# Duloxetină
Duloxetina (cu denumirea comercială Cymbalta, printre altele) este un medicament antidepresiv din clasa inhibitorilor recaptării de serotonină și noradrenalină (IRSN), fiind utilizat în tratamentul tulburării depresive majore, tulburării de anxietate generalizată, durerii din neuropatia diabetică periferică și a fibromialgiei. Calea de administrare disponibilă este cea orală.
Molecula a fost aprobată pentru uz medical în Statele Unite ale Americii și în Uniunea Europeană în anul 2004. Este disponibil sub formă de medicament generic.